# Hubina
Hubina je obec na Slovensku přibližně 5 km severovýchodně od města Piešťany. V obci žije 533 obyvatel.

## Poloha a charakteristika
Obec leží v údolí Považského Inovce, kterým teče Hubinský potok, levostranný přítok Váhu.
V katastrálním území obce se nacházejí přírodní památky Visící skály, Velká a Malá dolnosokolská jeskyně a patří do něj i rekreační oblast Výtoky.

## Dějiny
První písemná zmínka o Hubině pochází z roku 1353, kde se vzpomíná pod názvem Hwbyna.